# Junge Linke.PDS

Logo der Jungen Linken.PDS

Die Junge Linke.PDS (ehemals PDS-Jugend) war ein sozialistischer Jugendverband der Linkspartei.PDS.
Im Jahr 1992 gründete sich erstmals die PDS-Jugend Sachsen als loses Netzwerk verschiedener Jugendstrukturen der PDS. Dem Dachverband gehörten unter anderem die sächsischen Landesverbände der Arbeitsgemeinschaft Junge GenossInnen sowie von ['solid] – die sozialistische Jugend an.
Am 17. April 2004 gründete sich die PDS-Jugend Berlin-Brandenburg als Abspaltung der Landesverbände Berlin und Brandenburg von ['solid] – die sozialistische Jugend. Der Jugendverband sah sich in den beiden Bundesländern primär als parteiinterne Jugendstruktur und Sammelbecken junger Reformlinker. Bedingung für die Mitgliedschaft war – im Gegensatz zu ['solid] – ausdrücklich die grundsätzliche Identifikation mit den Zielen und der Programmatik der PDS.
Im Zuge des Fusionsprozesses zwischen Linkspartei.PDS und WASG benannten sich beide Jugendverbände im Herbst 2005 in Junge Linke.PDS um. Organisatorisch blieben beide jedoch voneinander unabhängig. So sorgte beispielsweise die Junge Linke.PDS Sachsen im Rahmen der Fußball-Weltmeisterschaft 2006 in Deutschland mit einer Anti-Patriotismus-Kampagne namens Nein zum Deutschlandhype bei vielen Parteimitgliedern für Unverständnis.
Daneben gab es noch einzelne Ortsgruppen in Nordrhein-Westfalen und Sachsen-Anhalt, die ebenfalls den Namen Junge Linke.PDS trugen.
Am 20. Mai 2007 ging die Junge Linke.PDS zusammen mit ['solid] und anderen Jugendstrukturen im gemeinsamen Jugendverband Linksjugend ['solid] auf.